# Reazione alcali carbonato
La reazione alcali-carbonato (Alkali-carbonate reaction o ACR) è una reazione alcali-aggregato che determina il deterioramento della durabilità del calcestruzzo a causa della presenza aggregati calcarei dolomitici.

## Descrizione
Come è noto il cemento contiene come componente minore una piccola quantità di alcali (0,4-1,5% espressi in Na2O).
Tali alcali possono interagire con il carbonato contenuto negli aggregati di origine dolomitica generando un'azione espansiva e conseguente ammaloramento del calcestruzzo. 
Secondo French e Poole si sviluppa il processo di dolomitizzazione cioè gli alcali contenuti nel cemento reagiscono con i cristalli di dolomite presenti nell'aggregato inducendo la produzione di brucite, (MgOH)2 , e calcite (CaCO3 ).
Questo meccanismo è stato proposto da Swenson e Gillott (1950) e può essere scritto come segue:
CaMg(CO3)2 + 2 NaOH → CaCO3 + Na2CO3 + Mg(OH)2Tale reazione è favorita dalla presenza di gesso nelle porosità dell'inerte.

I prodotti di reazione, in presenza di umidità, tendono ad aumentare fortemente di volume, provocando fenomeni fessurativi e distacchi del calcestruzzo.
Indicatori della reazione possono essere il pop-out ( come per esempio i pavimenti industriali), una ragnatela di fessure, scheggiatura dei giunti o distacchi di parte della struttura.
Questo fenomeno comunque è poco frequente essendo stato riscontrato prevalentemente in Canada.